# Ercole furioso
Ercole furioso (in latino Hercules furens) è una tragedia di Lucio Anneo Seneca. Viene considerata una delle tragedie della maturità di Seneca, come la Fedra e le Troades. Modello principale è l'Eracle di Euripide.

## Trama
La scena è a Tebe, durante l'assenza di Ercole impegnato nell'ultima delle Dodici fatiche. Lico ha approfittato dell'assenza dell'eroe per usurpare il trono insidiando Megara, consorte di Ercole.
Nel Prologo, Giunone annuncia la sua vendetta contro l'odiato figliastro Ercole: lo farà impazzire e così ucciderà la moglie Megara e i figli avuti da lei.
Lico cerca di convincere Megara a sposarlo, e al suo rifiuto, ordina l'uccisione di lei e dei suoi figli. Provvidenziale è l'intervento di Ercole, appena tornato dagli Inferi con Teseo: Ercole compie la sua vendetta uccidendo Lico.
Ma la vendetta di Giunone si attua: Ercole perde la ragione, e, scambiando i figli per dei mostri e credendo la moglie Giunone li uccide senza pietà (raccapricciante è la descrizione della morte del figlio, col cranio fracassato e il cervello spappolato sulle pareti). Quando rinsavisce si rende conto con orrore di ciò che ha fatto, e vorrebbe uccidersi. Teseo lo blocca invitandolo a venire con lui ad Atene, dove verrà giudicato dall'Areopago.

## Differenze rispetto a Euripide
- La pazzia di Ercole, vendetta di Giunone, viene già annunciata nel Prologo, dalla stessa dea; in Euripide invece la vendetta di Giunone veniva annunciata a metà della tragedia da Iride e Lyssa. Seneca preferisce anticipare già al pubblico la pazzia di Eracle per dare continuità alla trama.
- Prima di passare alle maniere forti, Lico chiede a Megara di sposarlo, e al suo rifiuto decide di sterminare la famiglia di Ercole; in Euripide non è presente questa proposta.
- Teseo compare in scena con Ercole, mentre in Euripide arrivava solo verso la fine della tragedia.
- La strage della famiglia di Ercole avviene in scena, sotto gli occhi di Anfitrione terrorizzato.